# Ilisoa hawequas
Espèce
Ilisoa hawequas est une espèce d'araignées aranéomorphes de la famille des Cyatholipidae.

## Distribution
Cette espèce est endémique du Cap-Occidental en Afrique du Sud,.

## Description
La femelle holotype mesure 2,20 mm.

## Étymologie
Son nom d'espèce lui a été donné en référence au lieu de sa découverte, Hawequas.

## Publication originale
- Griswold, 1987 : A review of the southern African spiders of the family Cyatholipidae Simon, 1894 (Araneae: Araneomorphae). Annals of the Natal Museum, vol. 28, no 2, p. 499-542 (« texte intégral »(Archive.org • Wikiwix • Archive.is • Google • Que faire ?)).